# Bradypontius macginitiei
Bradypontius macginitiei är en kräftdjursart som beskrevs av Josef Eiselt 1986. Bradypontius macginitiei ingår i släktet Bradypontius och familjen Artotrogidae. Inga underarter finns listade i Catalogue of Life.